# Postalesio
Postalesio är en ort och kommun i provinsen Sondrio i regionen Lombardiet i Italien. Kommunen hade 676 invånare (2018).